# Xaverov
Xaverov település Csehországban, a Benešovi járásban. Xaverov Sázava, Drahňovice és Choratice településekkel határos. Lakosainak száma 57 fő (2024. január 1.).

## Népesség
A település lakosságának változását az alábbi diagram mutatja:
| Lakosok száma | 185  | 188  | 144  | 94   | 51   | 56   | 59   | 56   | 55   | 57   |
|               | 1869 | 1890 | 1921 | 1950 | 1980 | 2001 | 2017 | 2019 | 2022 | 2024 |